# The First Slam Dunk
The First Slam Dunk (THE FIRST SLAM DUNK?) è un film d'animazione giapponese del 2022 ideato, scritto e diretto da Takehiko Inoue e animato da Tōei Animation.
Frutto di una gestazione durata 13 anni, inusualmente lunga e complesso per gli standard dell'industria dell'animazione giapponese, il film recupera la parte finale del manga Slam Dunk di Inoue raccontando la partita delle squadre scolastiche dei licei Shōhoku e San'nō, inframezzandola con idee tratte dall'episodio breve Piercing dello stesso autore e con altri materiali originali elaborati appositamente per il film.
L'opera, anticipata da una campagna pubblicitaria minimale, si è rivelata un grande successo al botteghino giapponese, restando nella classifica dei film più visti nei cinema del Paese per mesi dopo la sua uscita e diventando uno dei maggiori incassi di sempre nella storia del cinema giapponese sia dal vivo sia d'animazione, e ha vinto il premio come Miglior film animato ai Premi Nihon Academy 2023.

## Trama
Sull'isola di Okinawa i due giovani fratelli Miyagi, Ryota di nove anni e Sota di dodici, appassionati di pallacanestro, sono rimasti orfani di padre. Sota però muore anch'egli prematuramente e Ryota rimane l'unico "uomo di casa" assieme alla madre e alla sorella minore.
Dopo diversi anni, giocatore basket nella squadra del liceo Shohoku della prefettura di Kanagawa, mentre disputa una partita con la squadra del liceo Sannoh della prefettura di Akita, Ryota ripensa alla sua storia personale e sportiva, di cui rivede i momenti più significativi: quando moveva i primi passi e sognava di diventare famoso sebbene fosse considerato un giocatore meno dotato del fratello, di cui volle vestire lo stesso numero 7, e quando si trasferì nella nuova scuola nella quale ebbe difficoltà ad ambientarsi e si azzuffò con i bulli.
Durante la partita, lo sbruffone Sakuragi dello Shohoku viene temporaneamente sostituito in un momento di difficoltà della sua squadra; al rientro in campo sprona i compagni a riprendere in mano le sorti della partita. Anche gli altri giocatori, come il capitano Akagi, il popolare Rukawa e l'ex teppista tornato in squadra Mitsui, si prodigano per colmare lo svantaggio.
Un infortunio subito da Sakuragi per evitare un fallo laterale costringe il ragazzo a chiedere la sostituzione; tuttavia, dopo pochi minuti rientra in campo, seppure in condizioni fisiche precarie. A pochi secondi dalla fine, Rukawa può così segnare il punto del vantaggio; la Sannoh torna subito sopra nel punteggio, ma un canestro di Sakuragi regala la vittoria alla sua squadra per 79 a 78.
Tempo dopo, Ryota ritrova come avversario Sawakita, colui che era il più forte giocatore della Sannoh, quando entrambi giocano in squadre del Campionato Universitario americano.

## Distribuzione
Il primo teaser trailer del film è uscito il 7 luglio 2022 e il trailer completo è stato pubblicato il 4 novembre 2022. Il lungometraggio è stato distribuito nelle sale in Giappone dalla Toei Company il 3 dicembre 2022, attraverso proiezioni regolari e IMAX.
In Italia il film è stato annunciato a marzo 2023 da Anime Factory, etichetta di Plaion, ed è uscito l’11 maggio 2023, dopo essere stato disponibile il giorno prima in lingua originale. Originariamente prefissato per restare nella sale solo per una settimana, grazie al successo ottenuto la programmazione del film nei cinema italiani è proseguita.